# Pas kontuszowy

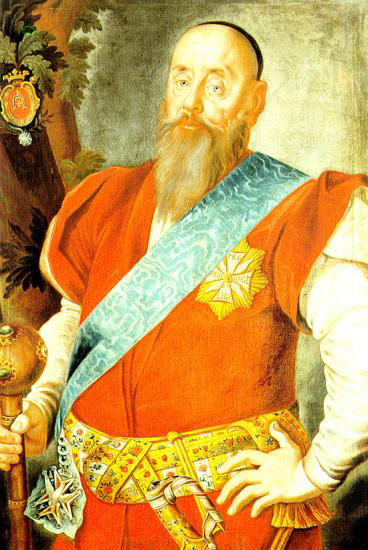
Wacław Rzewuski đang đeo một chiếc đai kontusz bằng vàng

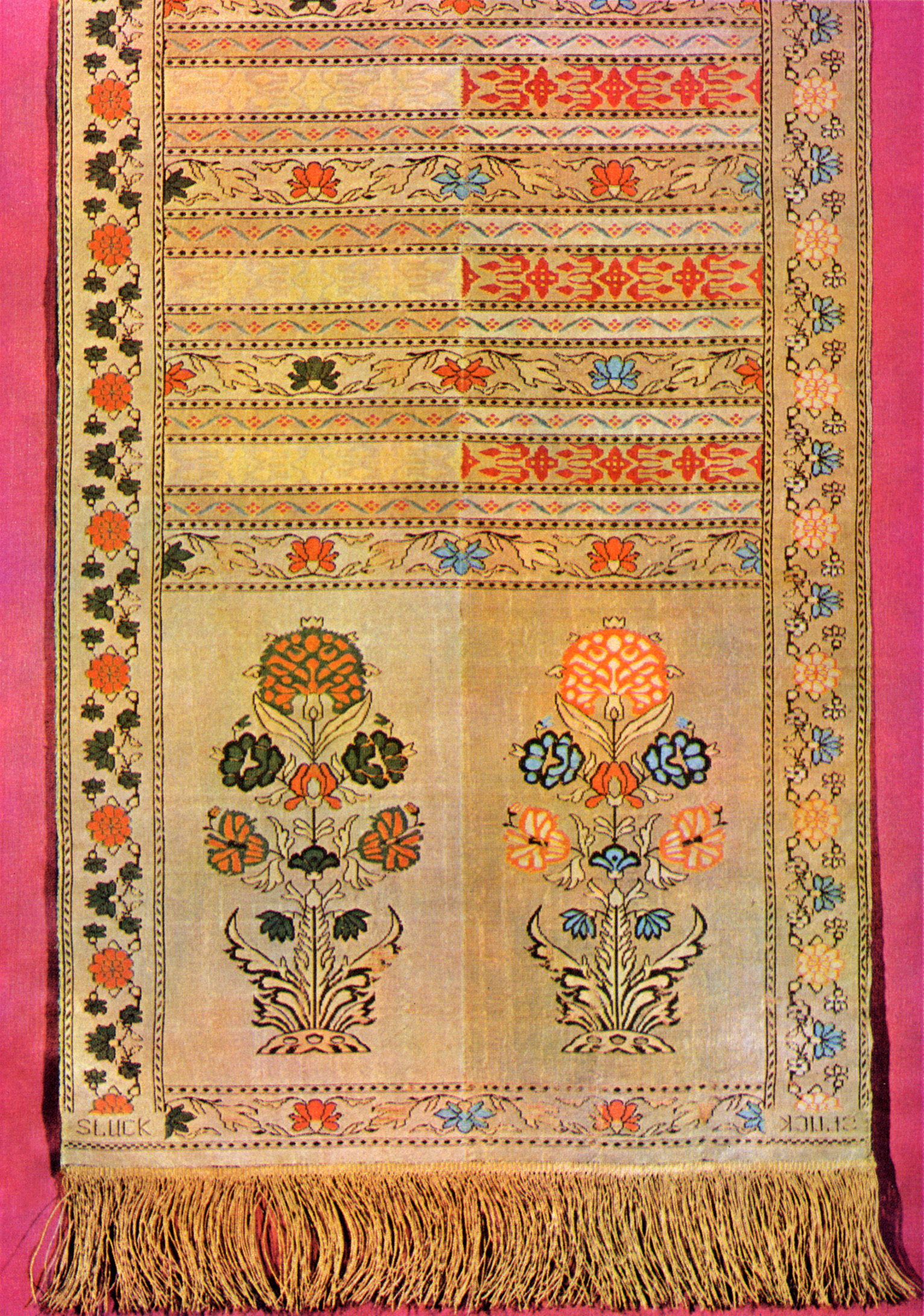
Đai kontusz

Thắt lưng kontusz - pas kontuszowy (tiếng Litva: Kontušo juosta, tiếng Belarus: Слуцкi пояс) là một loại thắt lưng vải thường được dùng với áo choàng kontusz. Đây là một trong những phụ kiện trang phục đặc trưng nhất của nam giới trong giới quý tộc Ba Lan và Litva (giới quý tộc này còn được gọi là "szlachta") ở thế kỷ thứ 17 đến thế kỷ thứ 19. Ở thời kỳ đầu, thắt lưng kontusz có thiết kế mảnh hơn nhiều, tuy nhiên theo thời gian, thắt lưng kontusz được thiết kế to và rộng bản hơn.